# Ołeksandr Akymenko
Ołeksandr Ołeksandrowycz Akymenko, ukr. Олександр Олександрович Акименко (ur. 5 września 1985 w Antracycie w obwodzie ługańskim) – ukraiński piłkarz, grający na pozycji napastnika.

## Kariera piłkarska
Wychowanek Szkoły Sportowej w Ługańsku, barwy której bronił w juniorskich mistrzostwach Ukrainy (DJuFL). 16 sierpnia 2003 rozpoczął karierę piłkarską w drużynie Awanhard-Inter Roweńki. Jesienią 2005 zasilił skład Stali Ałczewsk. W lipcu 2010 przeszedł do Heliosu Charków. W czerwcu 2011 powrócił do Stali Ałczewsk. 19 lipca 2014 został zaproszony do Metałurha Donieck. Ale już wkrótce, 28 sierpnia 2014 przeszedł do Zirki Kirowohrad. 30 czerwca 2017 przeszedł do Inhułcia Petrowe.

## Sukcesy i odznaczenia

### Sukcesy klubowe
Stal Ałczewsk
- wicemistrz Ukraińskiej Pierwszej Ligi: 2012/13
- brązowy medalista Ukraińskiej Pierwszej Ligi: 2009/10, 2013/14

Zirka Kirowohrad
- mistrz Ukraińskiej Pierwszej Ligi: 2015/16

### Sukcesy indywidualne
- król strzelców Ukraińskiej Pierwszej Ligi w sezonie 2013/14: 13 goli